# Ottmannshausen
Ottmannshausen ist ein Ortsteil der Landgemeinde Am Ettersberg im Landkreis Weimarer Land in Thüringen.

## Geografie
Der Ortsteil Ottmannshausen liegt am Fuß der Nordabdachung des Ettersberges und am Südrand des Thüringer Beckens südlich von Berlstedt an der Kreisstraße 305. Ettersburg ist der südliche Nachbar. Das Wasser der Quelle, das den Dorfteich speist, trägt den Namen Synderbach. Der Teich ist Mitte des Ortes. Er mündet bei Ramsla in die Lache. Schließlich mündet das Wasser des Synderbaches zusammen mit dem der Lache in die Scherkonde, einen Nebenfluss der Lossa.

## Geschichte
Ottmannshausen wurde am 17. Dezember 1313 erstmals urkundlich erwähnt. 1580 wütete ein Brand mit viel Schäden im Dorf. 1640 gab es 39 bewohnte und 35 unbewohnte Häuser infolge des Dreißigjährigen Kriegs. Die meisten Felder lagen brach. Es gab kaum Vieh. Trotzdem sollten noch Fronlasten gebracht werden.
1723 wurde die barocke Dorfkirche gebaut. Die Glocken waren schon 1629 gegossen worden. 1747 vernichtete ein Blitz neun Häuser. 1848 zerstörte ein Orkan die älteren Häuser.
Am 29. Juli 1944 kam eine Einwohnerin während eines Luftkampfes durch eine verirrte Kugel ums Leben. Der Weimarer Kreisleiter Franz Hofmann ließ daraufhin fünf Besatzungsmitglieder einer bei Mannstedt abgestürzten Boeing B-17G zum Haus der Getöteten bringen und an Ort und Stelle lynchen. Am 56. Jahrestag des Verbrechens im Jahr 2000 wurde im Ort ein Gedenkstein eingeweiht.
Am 11. April 1945 marschierte im Ort die US-amerikanische Armee ein.
1972 wurde das Dorf Ortsteil von Berlstedt.
Nach der Wende fand eine Dorferneuerung statt. Es gab 1995 bis 1998 Fördermittel für die grundhafte Sanierung. Das Freibad konnte auch mitsaniert werden.
→ Siehe auch Dorfkirche Ottmannshausen

## Persönlichkeiten
- Charlotte von Ahlefeld (1781–1849), Schriftstellerin